# Долф Лундгрен
Ханс „Долф“ Лундгрен (на шведски: Hans "Dolph" Lundgren), е шведски актьор, филмов производител и майстор по бойни изкуства. Той е от поколението филмови герои, които въплъщават типичния филмов екшън герой, също като Силвестър Сталоун, Арнолд Шварценегер, Уесли Снайпс, Чарлс Бронсън, Чък Норис, Жан-Клод Ван Дам, Стивън Сегал и Брус Уилис. Добре познат е със своята висока и мускулеста фигура. В най-добрата си форма Лундгрен е висок 196 см и тежи 111 кг, а днес продължава да бъде фактор в света на фитнеса и културизма.

## Биография

### Ранни години
Долф Лундгрен е роден на 3 ноември 1957 г. в Стокхолм с името Ханс Лундгрен. Баща му Карл е инженер и член на Шведския парламент, а майка му Бригита е учителка.
Долф учи в Кралския институт по технологии. По-късно завършва магистратура в Университета в Сидни като инженер-химик. След това получава стипендия от МИТ, но се ориентира към драматичното изкуство.

### Кариера
През 1985 г. Лундгрен дебютира в киното с филма „Изглед към долината на смъртта“ от поредицата филми с Джеймс Бонд. След това се преборва с 5000 актьора и получава ролята на Иван Драго в „Роки IV“ (1985). Участва и в оригиналния филм „Наказателят“ (1989), на който е направен римейк през 2004 г.
След „Роки IV“ играе в повече от 60 филма, почти всички от които екшъни. През 2010 г. се завръща по кината с участието си във филма „Непобедимите“, в който играе със Силвестър Сталоун и цяла плеяда от екшън звезди, сред които Джейсън Стейтъм, Джет Ли, Ледения Стив Остин и Мики Рурк.

### Личен живот
От 1994 до 2011 г. е женен за Анет Квиберг Лундгрен, дизайнер на скъпоценности и моден стилист. Те живеят в Ню Йорк и Стокхолм. Имат дъщеря на име Ида, родена през април 1996. След развода им Долф се живее в Лос Анджелис с новата си приятелка, шведката Джени Сандерсон.
Шампион по карате в тежка категория в Европа за 1980 – 1981 и шампион по карате в същата категория в Австралия през 1982.

## Филми
| Година | Заглавие                              | Оригинално заглавие                   | Роля                                | Бележки                                                                      |
| ------ | ------------------------------------- | ------------------------------------- | ----------------------------------- | ---------------------------------------------------------------------------- |
| 1985   | Изглед към долината на смъртта        | A View to a Kill                      | Венц                                | Камео                                                                        |
| 1985   | Роки IV                               | Rocky IV                              | Капитан Иван Драго                  |                                                                              |
| 1987   | Господари на вселената                | Masters of the Universe               | Хи-Мен                              |                                                                              |
| 1987   | Максимален потенциал                  | Maximum Potential                     | Себе си                             | Директно-за-видео; също така сценарист                                       |
| 1988   | Червеният Скорпион                    | Red Scorpion                          | Лейтенант Николай Петрович Раченко  |                                                                              |
| 1988   | Р.П.Г. II                             | R.P.G. II                             | Спасител на плажа                   | Късометражен филм; камео                                                     |
| 1989   | Наказателят                           | The Punisher                          | Франсис „Франк“ Касъл / Наказателят | Директно-за-видео                                                            |
| 1990   | Ангел на мрака                        | I Come in Peace                       | Детектив Джак Кейн                  |                                                                              |
| 1991   | Сблъсък                               | Cover Up                              | Майк Андерсън                       | Директно-за-видео                                                            |
| 1991   | Конфликт в Малко Токио                | Showdown in Little Tokyo              | Сержант Крис Кенър                  |                                                                              |
| 1992   | Универсален войник                    | Universal Soldier                     | Сержант Андрю Скот / Джи Ар 13      |                                                                              |
| 1993   | Дървото на Джошуа                     | Joshua Tree                           | Уелман Антъни Санти                 | Директно-за-видео                                                            |
| 1994   | Слънчевата страна нагоре              | Sunny Side Up                         | Себе си                             | Камео                                                                        |
| 1994   | Пентатлон                             | Pentathlon                            | Ерик Бъргар                         | Директно-за-видео; също така изпълнителен продуцент                          |
| 1994   | Бойци                                 | Men of War                            | Ник Гунар                           | Директно-за-видео                                                            |
| 1995   | Джони Мнемоник                        | Johnny Mnemonic                       | Карл „Уличен проповедник“ Хонинг    |                                                                              |
| 1995   | Стрелецът                             | The Shooter                           | Американски Маршал Майкъл Дайн      | Директно-за-видео                                                            |
| 1996   | Безшумен спусък                       | Silent Trigger                        | Уаксман „Стрелеца“                  | Директно-за-видео                                                            |
| 1997   | Пазителят на мира                     | The Peacekeeper                       | Майор Франк Крос                    | Директно-за-видео                                                            |
| 1998   | Миньона                               | The Minion                            | Лукас Сядоров                       | Директно-за-видео                                                            |
| 1998   | Сапьори                               | Sweepers                              | Кристиан Ериксон                    | Директно-за-видео                                                            |
| 1999   | Мост на дракони                       | Bridge of Dragons                     | Уорчайлд                            | Директно-за-видео                                                            |
| 1999   | Ловец на стихии                       | Storm Catcher                         | Майор Джак Холоуей                  | Директно-за-видео                                                            |
| 2000   | Джил Рипс - Бруталният отмъстител     | Jill Rips                             | Мат Соренсън                        | Директно-за-видео                                                            |
| 2000   | Последният патрул                     | The Last Warrior                      | Капитан Ник Престън                 | Директно-за-видео                                                            |
| 2000   | Алената смърт                         | Agent Red                             | Капитан Мат Хендрикс                | Директно-за-видео                                                            |
| 2001   | Тайни планове                         | Hidden Agenda                         | Агент Джейсън Прайс                 | Директно-за-видео                                                            |
| 2003   | Заложници                             | Detention                             | Сам Декер                           | Директно-за-видео                                                            |
| 2004   | Спешни мерки                          | Direct Action                         | Сержант Франк Ганън                 | Директно-за-видео                                                            |
| 2004   | Мазнини шлаки                         | Fat Slags                             | Ранди                               | Камео                                                                        |
| 2004   | Назад във времето                     | Retrograde                            | Капитан Джон Фостър                 | Директно-за-видео                                                            |
| 2004   | Закрилникът                           | The Defender                          | Ланс Рокфорд                        | Директно-за-видео; също така режисьор                                        |
| 2005   | Механикът                             | The Mechanik                          | Николай „Ник“ Черенко               | Директно-за-видео; също така история и режисьор                              |
| 2006   | Разследването                         | The Inquiry                           | Брикс                               |                                                                              |
| 2007   | Диамантени кучета                     | Diamond Dogs                          | Ксандер Ронсън                      | Директно-за-видео; също така не кредитиран режисьор и изпълнителен продуцент |
| 2007   | Мисонер                               | Missionary Man                        | Райдър                              | Ограничено пускане; също така сценарист и режисьор                           |
| 2009   | Пълен контакт                         | Direct Contact                        | Майк Ригинс                         | Директно-за-видео                                                            |
| 2009   | Главно представление                  | Command Performance                   | Джо Рейнолдс                        | Директно-за-видео; също така сценарист и режисьор                            |
| 2009   | Универсален войник: Регенерация       | Universal Soldier: Regeneration       | Сержант Андрю Скот                  | Ограничено пускане                                                           |
| 2010   | Икар                                  | Icarus                                | Едуард „Еди“ Ген / Икарус           | Ограничено пускане; също така режисьор                                       |
| 2010   | Непобедимите                          | The Expendables                       | Гънър Дженсън                       |                                                                              |
| 2011   | В името на краля 2                    | In the Name of the King 2: Two Worlds | Грейнджър                           | Директно-за-видео                                                            |
| 2012   | Безизходна ситуация                   | Small Apartments                      | Доктор Сайдж Менкс                  | Ограничено пускане                                                           |
| 2012   | Скривалище за наркотици               | Stash House                           | Анди Спектър                        | Ограничено пускане; също така изпълнителен продуцент                         |
| 2012   | На мушка                              | One in the Chamber                    | Алексей „Вълка“ Андреев             | Директно-за-видео                                                            |
| 2012   | Непобедимите 2                        | The Expendables 2                     | Гънър Дженсън                       |                                                                              |
| 2012   | Универсален войник: Ден на разплатата | Universal Soldier: Day of Reckoning   | Сержант Андрю Скот                  | Ограничено пускане                                                           |
| 2012   | Пратката                              | The Package                           | „Немеца“                            | Ограничено пускане                                                           |
| 2013   | Гробницата на дракона                 | Legendary                             | Харкър                              | Директно-за-видео                                                            |
| 2013   | Битката на прокълнатите               | Battle of the Damned                  | Майор Макс Готлинг                  | Ограничено пускане; също така изпълнителен продуцент                         |
| 2013   | Устроена засада                       | Ambushed                              | Агент Евън Максуел                  | Директно-за-видео; също така продуцент                                       |
| 2013   | Кръвта на изкуплението                | Blood of Redemption                   | Аксел „Шведа“                       | Директно-за-видео                                                            |
| 2014   | Прободни рани                         | Puncture Wounds                       | Холис                               | Директно-за-видео; също така продуцент                                       |
| 2014   | Непобедимите 3                        | The Expendables 3                     | Гънър Дженсън                       |                                                                              |
| 2014   | Трафик на хора                        | Skin Trade                            | Детектив Ник Касиди                 | Ограничено пускане; също така сценарист/история и продуцент                  |
| 2015   | Отряд на честта                       | War Pigs                              | Капитан Ханс Пикаут                 | Ограничено пускане                                                           |
| 2015   | Безпаметно                            | The Good, the Bad, and the Dead       | Агент Боб Рукър                     | Директно-за-видео                                                            |
| 2015   | Езерото на акулите                    | Shark Lake                            | Клинт Грей                          | Ограничено пускане; също така продуцент                                      |
| 2015   | Бунт                                  | Riot                                  | Агент Уилям                         | Директно-за-видео                                                            |
| 2015   | Сладко парти                          | Malchishnik                           | Съпруг на Наташа                    | Камео                                                                        |
| 2016   | Аве, Цезаре!                          | Hail, Caesar!                         | Подводничарски Командир             | Не кредитирана екстра                                                        |
| 2016   | Ченге в детската градина 2            | Kindergarten Cop 2                    | Агент Зак Рийд                      | Директно-за-видео; също така изпълнителен продуцент                          |
| 2016   | Ловец на демони                       | Don't Kill It                         | Джебедая Уудли                      | Ограничено пускане; също така изпълнителен продуцент                         |
| 2016   | Женски боен клуб                      | Female Fight Club                     | Сам Холт                            | Ограничено пускане                                                           |
| 2016   | Добре дошли в Уилитс                  | Welcome to Willits                    | Офицер Дерак Хътчинсон              | Ограничено пускане                                                           |
| 2017   | Кражба                                | Larceny                               | Джак                                | Директно-за-видео                                                            |
| 2017   | Висота                                | Altitude                              | Матю Шарп                           | Ограничено пускане                                                           |
| 2017   | Смъртоносен спусък                    | Dead Trigger                          | Капитан Кайл Уокър                  | Ограничено пускане                                                           |
| 2018   | Черна вода                            | Black Water                           | Марко                               | Ограничено пускане                                                           |
| 2018   | Крийд 2                               | Creed II                              | Капитан Иван Драго                  |                                                                              |
| 2018   | Аквамен                               | Aquaman                               | Крал Нереус                         |                                                                              |
| 2019   | Следотърсачът                         | The Tracker                           | Айдън Хакансон                      | Ограничено пускане                                                           |
| 2019   | Ускорение                             | Acceleration                          | Владик Зорич                        | Ограничено пускане                                                           |
| 2019   | Тежка нощ                             | Hard Night Falling                    | Майкъл Андерсън                     | Директно-за-видео; също така продуцент                                       |
| 2021   | Самотни кученца                       | Pups Alone                            | Виктор                              | Ограничено пускане                                                           |
| 2021   | Екип на печат                         | Seal Team                             | Долф                                | Глас роля                                                                    |
| 2021   | Плячка за милиони                     | Castle Falls                          | Ричард Ериксон                      | Ограничено пускане; също така режисьор и продуцент                           |
| 2022   | Миньоните 2                           | Minions: The Rise of Gru              | Svengeance                          | Глас роля                                                                    |
| 2022   | Осми отдел                            | Section Eight                         | Капитан Том Мейсън                  | Ограничено пускане; също така изпълнителен продуцент                         |
| 2022   | Операция морски вълк                  | Operation Seawolf                     | Капитан Ханс Кеслер                 | Ограничено пускане                                                           |
| 2022   | Излезте да се биете                   | Come Out Fighting                     | Майор Чейс Андерсън                 | Директно-за-видео                                                            |
| 2023   | Кумът                                 | The Best Man                          | Андерс                              | Ограничено пускане                                                           |
| 2023   | Непобедимите 4                        | Expend4bles                           | Гънър Дженсън                       |                                                                              |
| 2023   | Конфликт в Гранд                      | Showdown at the Grand                 | Клод Люк Холидей                    | Ограничено пускане                                                           |
| 2023   | Аквамен и изгубеното кралство         | Aquaman and the Lost Kingdom          | Крал Нереус                         |                                                                              |
| 2024   | Издирваният                           | Wanted Man                            | Детектив Травис Йохансен            | Ограничено пускане; също така сценарист, режисьор и продуцент                |
|        | Нулева година на мутанта              | Mutant Year Zero                      | Неизвестна                          | Глас роля; в продукция                                                       |
| 2025   | Адски огън                            | Hellfire                              | Уайли                               | Завършен                                                                     |
| 2025   | Протокол за изход                     | Exit Protocol                         | Чарлз Манаголд                      | Завършен                                                                     |
| 2025   | Холигардс                             | Holiguards                            | Неизвестна                          | Пост-продукция                                                               |
|        | Долф: Битките, които си заслужават    | Dolph: Fights Worth Fighting          | Себе си                             | Документален филм; също така изпълнителен продуцент; пост-продукция          |
|        | Човек ще възкръсне                    | A Man Will Rise                       | Неизвестна                          | Незавършен                                                                   |

## Телевизия
| Година      | Заглавие                       | Оригинално заглавие               | Роля                           | Бележки                                                  |
| ----------- | ------------------------------ | --------------------------------- | ------------------------------ | -------------------------------------------------------- |
| 1998        | Блекджак                       | Blackjack                         | Американски Маршал Джак Девлин | Пилотен епизод за непродуциран телевизионен сериал       |
| 2010        | Чък                            | Chuck                             | Марко                          | Eпизод: „Чък Срещу Годишнината“                          |
| 2013 – 2014 | Спасителен отряд, Калифорния   | SAF3                              | Капитан Джон Ериксон           | 12 епизода                                               |
| 2015        | Работохолиците                 | Workaholics                       | Себе си                        | Епизод: „Кръвно Щофиране“                                |
| 2015        | Санджай и Крейг                | Sanjay and Craig                  | Себе си                        | Епизод: „Прегръдка Ден“; глас роля                       |
| 2016 – 2017 | Стрелата                       | Arrow                             | Константин Коваров             | 6 епизода                                                |
| 2017        | Обиколката на малката друсалка | Tour de Pharmacy                  | Густав Дайтърс                 | Телевизионен филм; камео                                 |
| 2017        | Акулонадо 5: Глобален рояк     | Sharknado 5: Global Swarming      | Възрастен Гил Шепърд           | Телевизионен филм; камео                                 |
| 2018        | Счупеният тротоар              | Broken Sidewalk                   | Херб                           | Епизод: „Пилот“                                          |
| 2019        | Слънчева Филаделфия            | It's Always Sunny in Philadelphia | Джон Тъндергън                 | Епизод: „Гръмотевичен пистолет 4: Максимум готин“; камео |
|             | Плъховете вещици               | The Witcher Rats                  | Брехен                         | Пост-продукция                                           |

## Театър
| Година | Заглавие                  | Оригинално заглавие | Роля                             | Място на провеждане | Бележки |
| ------ | ------------------------- | ------------------- | -------------------------------- | ------------------- | ------- |
| 1994   | Друг Октопод              | Another Octopus     | Неизвестна                       | Неизвестно          | [ 8 ]   |
| 1994   | Гледайки огъня            | Watching Fire       | Неизвестна                       | Неизвестно          | [ 8 ]   |
| 1995   | Форсмажорни обстоятелства | Force Majeure       | Затворник на смъртното наказание | Неизвестно          | [ 8 ]   |

## Реклама
| Година | Заглавие                                      | Оригинално заглавие                  | Роля        | Бележки |
| ------ | --------------------------------------------- | ------------------------------------ | ----------- | ------- |
| 2024   | Супер клетка разбивачи на отряди: Отряд горе! | Supercell's Squad Busters: Squad Up! | Варварин #2 | Камео   |

## Музикални клипове
| Година | Заглавие                   | Оригинално заглавие         | Роля                   | Изпълнител      | Бележки              |
| ------ | -------------------------- | --------------------------- | ---------------------- | --------------- | -------------------- |
| 1992   | „Броят на тялото в къщата“ | „Body Count's in the House“ | Себе си                | Брой на Тялото  | Не кредитирано камео |
| 2006   | „Космоса“                  | „Kosmosa“                   | Подводничарски Капитан | Ирсон Кудикова  |                      |
| 2017   | „Вярващ“                   | „Believer“                  | Боксьор                | Имаджин Драгънс |                      |

## Саундтрак изяви
| Година | Заглавие             | Оригинално заглавие   | Песен                                        | Бележки               |
| ------ | -------------------- | --------------------- | -------------------------------------------- | --------------------- |
| 1988   | Червеният Скорпион   | Red Scorpion          | „Държавен химн на Съветския съюз“            |                       |
| 2009   | Главно представление | Command Performance   | „Повреда“, „Момиче“                          |                       |
| 2010   | Евровизия 2010       | Melodifestivalen 2010 | „Малко по-малко разговор“, „Окото на тигъра“ | 2 епизода             |
| 2010   | Златни Времена       | Gylne tider           | „Нека бъде“                                  | Епизод: „Епизод #4.3“ |

## Видеоигра
| Година | Заглавие                  | Оригинално заглавие         | Глас роля     | Бележки |
| ------ | ------------------------- | --------------------------- | ------------- | ------- |
| 2012   | Непобедимите 2 Видео игра | The Expendables 2 Videogame | Гънър Дженсън |         |

## Награди и номинации
| номинирана работа | година | награда                           | резултат  |
| ----------------- | ------ | --------------------------------- | --------- |
| Роки IV           | 1985   | Маршал Трофей за най-добър актьор | Спечелена |

### Специални награди
| церемония                                             | година | награда           | резултат  |
| ----------------------------------------------------- | ------ | ----------------- | --------- |
| Международната седмица на фантастичното кино в Малага | 2007   | Фантастичен фенер | Спечелена |

| номинирана работа | година | награда                                                                     | резултат  |
| ----------------- | ------ | --------------------------------------------------------------------------- | --------- |
| Роки IV           | 2013   | Награда за цялостно постижение за най-добър актьор в исторически блокбастър | Спечелена |